# ناحیه تاتا
ناحیهٔ تاتا (به مجاری: Tatai járás) یک ناحیه در مجارستان است که در کوماروم-استرگوم واقع شده‌است، ۳۰۶٫۷۱ کیلومتر مربع مساحت و ۳۸٬۷۸۳ نفر جمعیت دارد.